# Nader Matar
Nader Charbel Matar (tiếng Ả Rập: نادر شربل مطر; sinh ngày 12 tháng 5 năm 1992) là một cầu thủ bóng đá người Liban thi đấu ở vị trí tiền vệ cho câu lạc bộ Nejmeh và đội tuyển quốc gia Liban.

## Tiểu sử
Anh sinh ra ở thủ đô Abidjan của Bờ Biển Ngà, có cha là người Liban và mẹ là người Maroc.

## Sự nghiệp thi đấu quốc tế
Matar ra mắt cho đội tuyển quốc gia vào ngày 22 tháng 1 năm 2012 trong trận giao hữu thắng 1 – 0 Iraq trên sân nhà. Anh cũng được đội tuyển triệu tập chuẩn bị Cúp bóng đá châu Á 2019 tại Các tiểu vương quốc Ả Rập thống nhất.

## Thống kê sự nghiệp

### Bàn thắng quốc tế
Tính đến ngày 2 tháng 8 năm 2019.
| # | Ngày                 | Địa điểm                                                       | Đối thủ      | Bàn thắng | Kết quả | Giải đấu                 |
| - | -------------------- | -------------------------------------------------------------- | ------------ | --------- | ------- | ------------------------ |
| 1 | 2 tháng 8 năm 2019   | Khu liên hợp thể thao Karbala, Karbala, Iraq                   | Syria        | 1–1       | 2–1     | WAFF Cup 2019            |
| 2 | 10 tháng 10 năm 2019 | Sân vận động Thành phố Thể thao Camille Chamoun, Beirut, Liban | Turkmenistan | 2–1       | 2–1     | Vòng loại World Cup 2022 |